# Momas
Pour les articles homonymes, voir Momas (homonymie).
Momas (prononcé [mɔmas] ; en béarnais Monmans ou Moumâs) est une commune française, située dans le département des Pyrénées-Atlantiques en région Nouvelle-Aquitaine.

## Géographie

### Localisation
La commune de Momas se trouve dans le département des Pyrénées-Atlantiques, en région Nouvelle-Aquitaine.
Elle se situe à 22 km par la route de Pau, préfecture du département, et à 16 km d'Artix, bureau centralisateur du canton d'Artix et Pays de Soubestre dont dépend la commune depuis 2015 pour les élections départementales. 
La commune fait en outre partie du bassin de vie de Pau.
Les communes les plus proches sont : 
Mazerolles (2,2 km), Lonçon (2,5 km), Aubin (2,6 km), Fichous-Riumayou (3,8 km), Larreule (3,8 km), Bournos (4,7 km), Caubios-Loos (4,9 km), Doumy (5,4 km). 
Au sud, le territoire de Bougarber n'est distant que d'une cinquantaine de mètres.
Sur le plan historique et culturel, Momas fait partie de la province du Béarn, qui fut également un État et qui présente une unité historique et culturelle à laquelle s’oppose une diversité frappante de paysages au relief tourmenté.

### Communes limitrophes
Les communes limitrophes sont  Aubin, Bournos, Larreule, Lonçon, Mazerolles, Uzein et Viellenave-d'Arthez.
| Larreule            | Lonçon | Bournos |
| Mazerolles          | Momas  | Aubin   |
| Viellenave-d'Arthez |        | Uzein   |

### Hydrographie

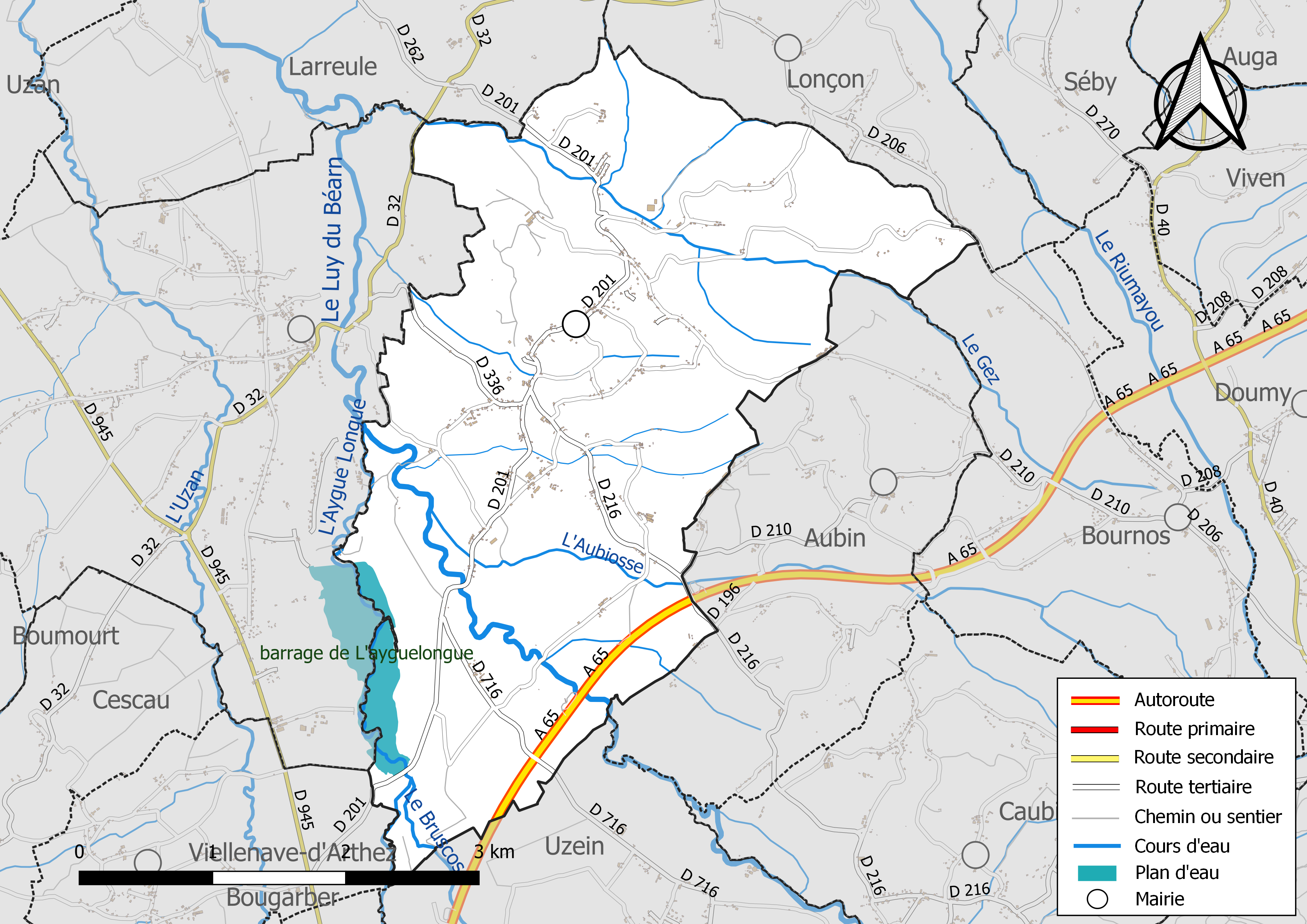
Réseaux hydrographique et routier de Momas.

La commune est drainée par le Luy de Béarn, l'Aïgue Longue, le Bruscos, L'Aubiosse, le Gez, et par divers petits cours d'eau, constituant un réseau hydrographique de 19 km de longueur totale,.
Le Luy de Béarn, d'une longueur totale de 76,6 km, prend sa source dans la commune d'Andoins et s'écoule du sud-est vers le nord-ouest. Il traverse la commune et se jette dans le Luy à Gaujacq, après avoir traversé 30 communes.
L'Aïgue Longue, d'une longueur totale de 24,4 km, prend sa source dans la commune de Pau et s'écoule du sud-est vers le nord-ouest. Il traverse la commune et se jette dans le Luy de Béarn sur le territoire communal, après avoir traversé 13 communes.
Le Bruscos, d'une longueur totale de 12,1 km, prend sa source dans la commune de Montardon et s'écoule du sud-est vers le nord-ouest. Il traverse la commune et se jette dans l'Aygue Longue sur le territoire communal, après avoir traversé 5 communes.

### Climat
Pour des articles plus généraux, voir Climat de la Nouvelle-Aquitaine et Climat des Pyrénées-Atlantiques.
Historiquement, la commune est exposée à un climat de montagne.  
En 2020, Météo-France publie une typologie des climats de la France métropolitaine dans laquelle la commune est toujours exposée à un climat de montagne et est dans la région climatique Pyrénées atlantiques, caractérisée par une pluviométrie élevée (>1 200 mm/an) en toutes saisons, des hivers très doux (7,5 °C en plaine) et des vents faibles.
Pour la période 1971-2000, la température annuelle moyenne est de 13,3 °C, avec une amplitude thermique annuelle de 14,3 °C. Le cumul annuel moyen de précipitations est de 1 158 mm, avec 12 jours de précipitations en janvier et 7,8 jours en juillet. Pour la période 1991-2020, la température moyenne annuelle observée sur la station météorologique la plus proche, située sur la commune d'Uzein à 6 km à vol d'oiseau, est de 13,7 °C et le cumul annuel moyen de précipitations est de 1 093,8 mm,. Pour l'avenir, les paramètres climatiques de la commune estimés pour 2050 selon différents scénarios d’émission de gaz à effet de serre sont consultables sur un site dédié publié par Météo-France en novembre 2022.

### Milieux naturels et biodiversité
Aucun espace naturel présentant un intérêt patrimonial n'est recensé sur la commune dans l'inventaire national du patrimoine naturel,,.

## Urbanisme

### Typologie
Au 1er janvier 2024, Momas est catégorisée commune rurale à habitat dispersé, selon la nouvelle grille communale de densité à sept niveaux définie par l'Insee en 2022.
Elle est située hors unité urbaine. Par ailleurs la commune fait partie de l'aire d'attraction de Pau, dont elle est une commune de la couronne,. Cette aire, qui regroupe 227 communes, est catégorisée dans les aires de 200 000 à moins de 700 000 habitants,.

### Occupation des sols

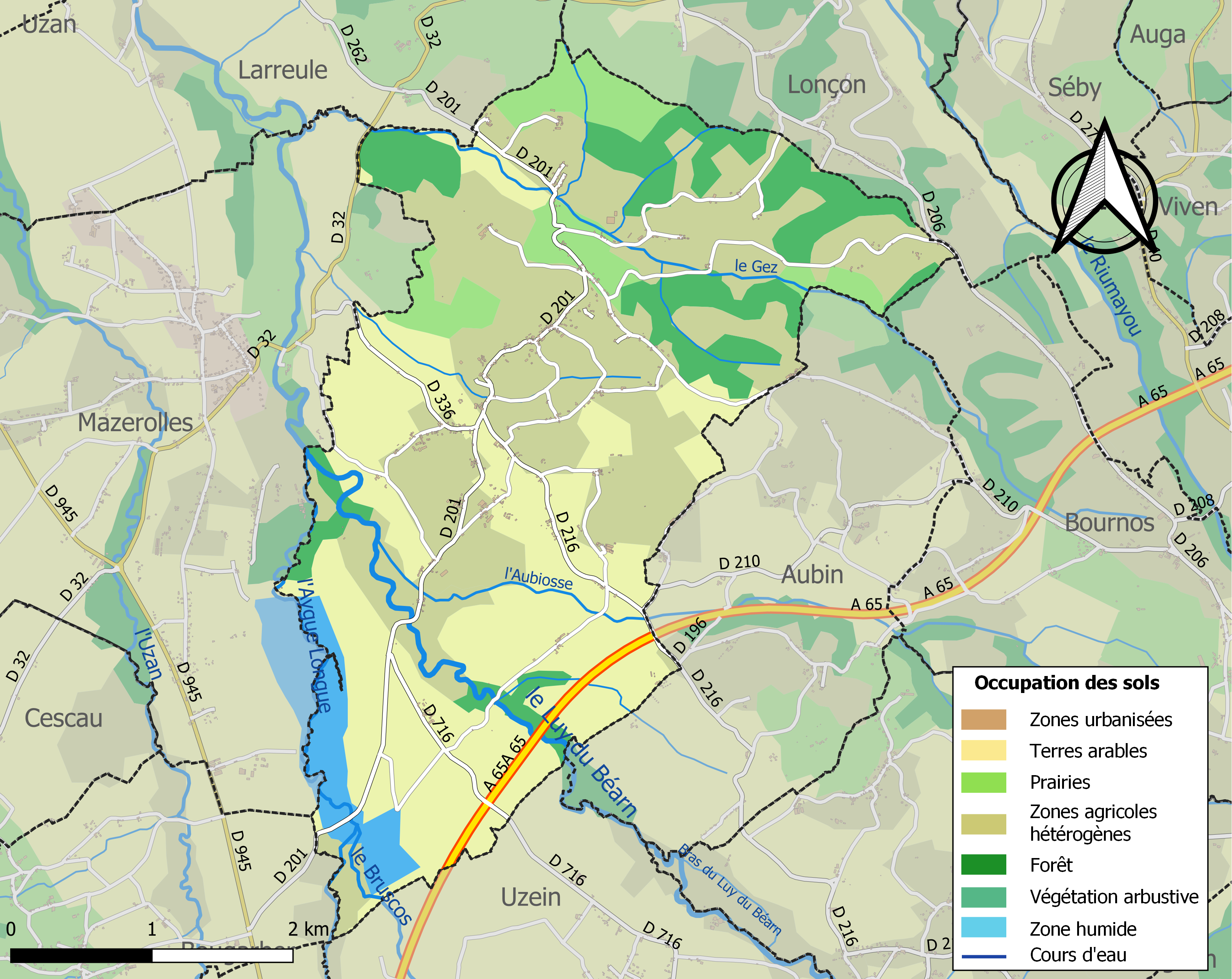
Carte des infrastructures et de l'occupation des sols de la commune en 2018 (CLC).

L'occupation des sols de la commune, telle qu'elle ressort de la base de données européenne d’occupation biophysique des sols Corine Land Cover (CLC), est marquée par l'importance des territoires agricoles (83,5 % en 2018), en diminution par rapport à 1990 (86,9 %). La répartition détaillée en 2018 est la suivante : 
zones agricoles hétérogènes (40,9 %), terres arables (35,3 %), forêts (13,1 %), prairies (7,3 %), eaux continentales (3,5 %). L'évolution de l’occupation des sols de la commune et de ses infrastructures peut être observée sur les différentes représentations cartographiques du territoire : la carte de Cassini (XVIIIe siècle), la carte d'état-major (1820-1866) et les cartes ou photos aériennes de l'IGN pour la période actuelle (1950 à aujourd'hui).

### Lieux-dits et hameaux
- Berné
- Camp d' Arsau
- Gez
- Village
- Bas de Luy

### Voies de communication et transports
La commune est desservie par les routes départementales 201 et 216.

### Risques majeurs
Le territoire de la commune de Momas est vulnérable à différents aléas naturels : météorologiques (tempête, orage, neige, grand froid, canicule ou sécheresse), inondations et séisme (sismicité modérée). Un site publié par le BRGM permet d'évaluer simplement et rapidement les risques d'un bien localisé soit par son adresse soit par le numéro de sa parcelle.
Certaines parties du territoire communal sont susceptibles d’être affectées par le risque d’inondation par une crue torrentielle ou à montée rapide de cours d'eau, notamment le Luy du Béarn, l'Aygue longue et le Bruscos. La commune a été reconnue en état de catastrophe naturelle au titre des dommages causés par les inondations et coulées de boue survenues en 1982, 1993, 2009 et 2018,.

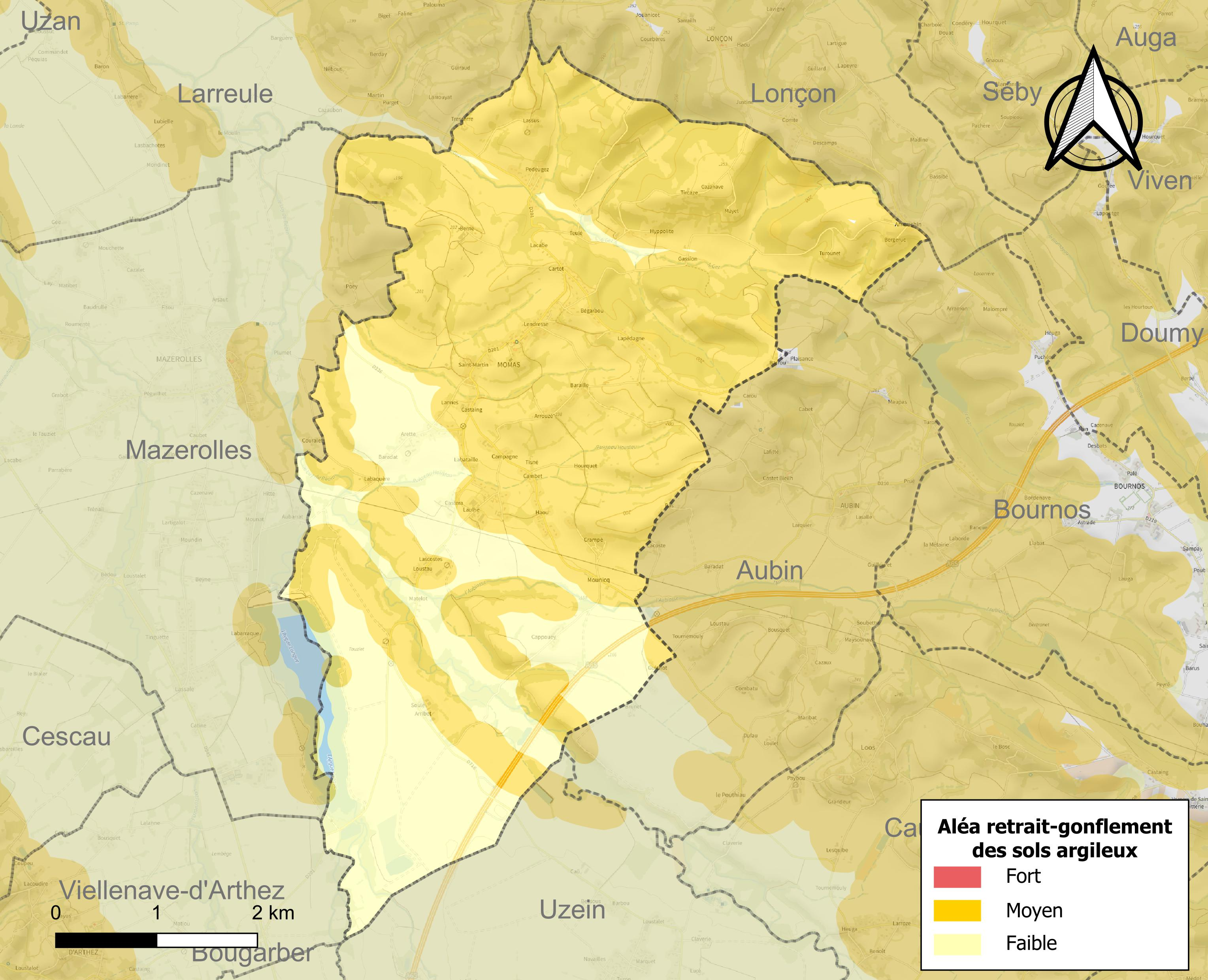
Carte des zones d'aléa retrait-gonflement des sols argileux de Momas.

Le retrait-gonflement des sols argileux est susceptible d'engendrer des dommages importants aux bâtiments en cas d’alternance de périodes de sécheresse et de pluie. 72,9 % de la superficie communale est en aléa moyen ou fort (59 % au niveau départemental et 48,5 % au niveau national). Depuis le 1er octobre 2020, en application de la loi ELAN, différentes contraintes s'imposent aux vendeurs, maîtres d'ouvrages ou constructeurs de biens situés dans une zone classée en aléa moyen ou fort,.

## Toponymie
Le toponyme Momas est mentionné au Xe siècle (Pierre de Marca) et apparaît sous la forme 
Momaas (1385, censier de Béarn).
Son nom béarnais est Monmans ou Moumâs.

## Histoire
Paul Raymond note qu'en 1385, Momas comptait soixante-neuf feux et dépendait du bailliage de Pau.
Le camp d' Arsaut situé à l'Ouest du village témoigne d'une occupation très ancienne

## Héraldique
| Blason de Momas | Blason  | D’or aux deux ours en pied de sable armés et lampassés de gueules, l’un suivant l’autre.(Affrontés??) |
| Blason de Momas | Détails | Le statut officiel du blason reste à déterminer.                                                      |

## Politique et administration
| Période | Période  | Identité        | Étiquette | Qualité |
| ------- | -------- | --------------- | --------- | ------- |
| 1995    | 2008     | Francis Baradat |           |         |
| 2008    | 2024     | Daniel Estrade  |           |         |
| 2024    | En cours | Georges Leclerc |           |         |

### Intercommunalité
La commune de Momas fait partie de cinq structures intercommunales :
- la communauté de communes des Luys en Béarn ;
- le SIVU pour le service de soins infirmiers à domicile pour personnes âgées du canton de Lescar ;
- le syndicat « eau et assainissement » des Trois cantons ;
- le syndicat d'énergie des Pyrénées-Atlantiques ;
- le syndicat intercommunal d'alimentation en eau potable Luy - Gabas - Lées.

## Population et société

### Démographie
L'évolution du nombre d'habitants est connue à travers les recensements de la population effectués dans la commune depuis 1793. Pour les communes de moins de 10 000 habitants, une enquête de recensement portant sur toute la population est réalisée tous les cinq ans, les populations de référence des années intermédiaires étant quant à elles estimées par interpolation ou extrapolation. Pour la commune, le premier recensement exhaustif entrant dans le cadre du nouveau dispositif a été réalisé en 2007.

En 2022, la commune comptait 612 habitants, en évolution de +6,81 % par rapport à 2016 (Pyrénées-Atlantiques : +3,78 %, France hors Mayotte : +2,11 %).
| 1793 | 1800 | 1806 | 1821 | 1831 | 1836 | 1841 | 1846 | 1851 |
| ---- | ---- | ---- | ---- | ---- | ---- | ---- | ---- | ---- |
| 657  | 627  | 653  | 581  | 572  | 694  | 695  | 641  | 663  |

| 1856 | 1861 | 1866 | 1872 | 1876 | 1881 | 1886 | 1891 | 1896 |
| ---- | ---- | ---- | ---- | ---- | ---- | ---- | ---- | ---- |
| 671  | 644  | 622  | 592  | 510  | 488  | 485  | 466  | 449  |

| 1901 | 1906 | 1911 | 1921 | 1926 | 1931 | 1936 | 1946 | 1954 |
| ---- | ---- | ---- | ---- | ---- | ---- | ---- | ---- | ---- |
| 461  | 465  | 437  | 434  | 367  | 365  | 334  | 335  | 321  |

| 1962 | 1968 | 1975 | 1982 | 1990 | 1999 | 2006 | 2007 | 2012 |
| ---- | ---- | ---- | ---- | ---- | ---- | ---- | ---- | ---- |
| 308  | 289  | 300  | 325  | 374  | 391  | 498  | 513  | 551  |

| 2017 | 2022 | - | - | - | - | - | - | - |
| ---- | ---- | - | - | - | - | - | - | - |
| 577  | 612  | - | - | - | - | - | - | - |

La commune fait partie de l'aire d'attraction de Pau.

## Culture locale et patrimoine
La Fête des Fleurs, de l'Artisanat et des Gourmandises se déroule au mois de Juin. Une Fête de l'Arbre a lieu au début de novembre, deux semaines avant la fête du village (3e week-end de novembre).

### Patrimoine civil
Le château de Momas date des XVIe et XVIIe siècles.

### Patrimoine religieux
- Église Saint-Aignan de Momas

## Équipements
Éducation
La commune dispose d'une école élémentaire.